# Chołodnyj (obwód rostowski)
Chołodnyj (ros. Холодный) – chutor w Rosji, w obwodzie rostowskim, w rejonie wołgodońskim. W 2010 liczył 533 mieszkańców.